# Yves Simoneau
Yves Simoneau (ur. 28 października 1955 w Québec) – kanadyjski reżyser filmowy.

## Życiorys
W 1986 roku nakręcił dobrze przyjęty thriller Pouvoir intime.

## Wybrana filmografia
- 1998: Łatwa forsa
- 2003: 44 minuty: Strzelanina w północnym Hollywood (film telewizyjny)
- 2007: Pochowaj me serce w Wounded Knee (film telewizyjny)